# Alain Louvier
Alain Louvier (nacido el , París) es un compositor francés.

## Biografía
Alain Louvier estudió de 1953 a 1967 en el conservatorio de Boulogne-Billancourt dirigido por Marcel Landowski. luego, de 1967 a 1970, en el Conservatorio de París con Henriette Puig-Roget, Olivier Messiaen, Tony Aubin, Robert Veyron-Lacroix, Norbert Dufourcq y Manuel Rosenthal. En 1968, ganó el Premio de Roma. A continuación, dirigió la École Nationale de Musique de Boulogne-Billancourt. De 1986 a 1991, fue director del Conservatorio de París. De 1991 a 2009, enseñó análisis musical en el CNSMDP, así como orquestación en el CRR de Paris. De 2009 a 2013, volvió a ser director del conservatoire de Boulogne-Billancourt.
Alain Louvier ha compuesto obras para piano, clave, música de cámara y orquesta. Es notablemente conocido por su invención de una nueva técnica pianística (también utilizada en el órgano y el clavicordio) centrada en los "Agresores": los 10 dedos, 2 palmas, 2 puños y 2 antebrazos, tratados individualmente. Forjó un vocabulario gestual preciso, y una sintaxis gráfica adaptada, poniendo en juego estos diferentes elementos.

## Obras
- Études pour agresseurs I (1964) & II (1967) pour piano
- Études pour agresseurs III (1969) pour clavecin moderne[5]
- Études pour agresseurs IV (1967 - 1972) pour deux pianos
- Études pour agresseurs V (1972) pour clavecin, haut-parleur et cordes
- Quintette de cuivres
- Sonate (1966) pour deux pianos
- Quatre Préludes pour cordes 1970 pour un ou plusieurs pianos[6]
- Chant des limbes (1969) pour orchestre
- Concerto pour orchestres (1982) pour orchestre et bande de sons synthétisés par ordinateur
- Solstices, 5 pièces brèves pour voix aiguës et piano, compuesto en 2004 et estrenado el 20 de mayo de 2008 en el Auditorium du CNR de Paris por la Maîtrise de Paris (dir. Patrick Marco)
- Envols d'écailles (1986) pour flûtes, alto et harpe
- Chimère (1973) pour harpe, estrenado en 1975[7][3]